# بونتوس تيديماند
بونتوس تيديماند (بالسويدية: Pontus Tidemand) مواليد 10 ديسمبر 1990، هو سائق راليات سويدي سابق. بدأ مسيرته في سنة 2012. كان أول رالي له هو رالي السويد 2012. شارك في بطولة العالم للراليات. نافس في بطولة رالي كروس العالمية.

## روابط خارجية
- بونتوس تيديماند على موقع DriverDB.com (الإنجليزية)
- بونتوس تيديماند على موقع eWRC-results.com (الإنجليزية)